# Burbach (herb szlachecki)
Burbach (Bornbach) – polski herb szlachecki z nobilitacji.

## Opis herbu
Opis z wykorzystaniem zasad blazonowania, zaproponowanych przez Alfreda Znamierowskiego:
W polu dwudzielnym w słup, z prawej czerwonym, róg jeleni o 3 sękach, srebrny, z lewej srebrnym, skrzydło orle czerwone.
Klejnot: róg i skrzydło, jak w godle.
Labry czerwone, podbite srebrem.
Józef Szymański blazonuje herb odwrotnie - tarcza u niego jest w lustrzanym odbiciu, klejnot to skrzydło srebrne, labry nieznane. Na rysunku tego samego autora, herb wygląda jeszcze inaczej - w miejsce rogu jest skrzydło.

## Najwcześniejsze wzmianki
Nadany 3 lipca 1589 Jerzemu Bornbachowi, mieszczaninowi gdańskiemu.

## Herbowni
Herb ten był herbem własnym, więc przysługiwał tylko jednemu rodowi herbownych:
Bornbach.